# Louis Joël
Louis Joël (* 25. Juli 1823 in Lausanne; † 30. November 1892 ebenda, heimatberechtigt in Cossonay und ab 1853 in Lausanne) war ein Schweizer Politiker.

## Biografie
Joël studierte Architektur und absolvierte Praktika in Frankreich und England. Von 1851 bis 1857 war er Arbeitsinspektor der Stadt Lausanne. Als liberaler Stadtpräsident von 1867 bis 1882 erlebte er Lausanne in einer Zeit voller grossen städtischer Veränderungen und Neubauten. Er war für diverse Projekte verantwortlich, speziell für den Bau der Rue Haldimand von 1857 bis 1861. Zwischen 1859 und 1864 sowie zwischen 1869 und 1881 hatte er im Grossen Rat des Kantons Waadt Einsitz.
In der Schweizer Armee war er Oberstleutnant und im Jahr 1863 wurde er kantonaler Waffenchef der Genietruppen.